# Prefektura Tojama

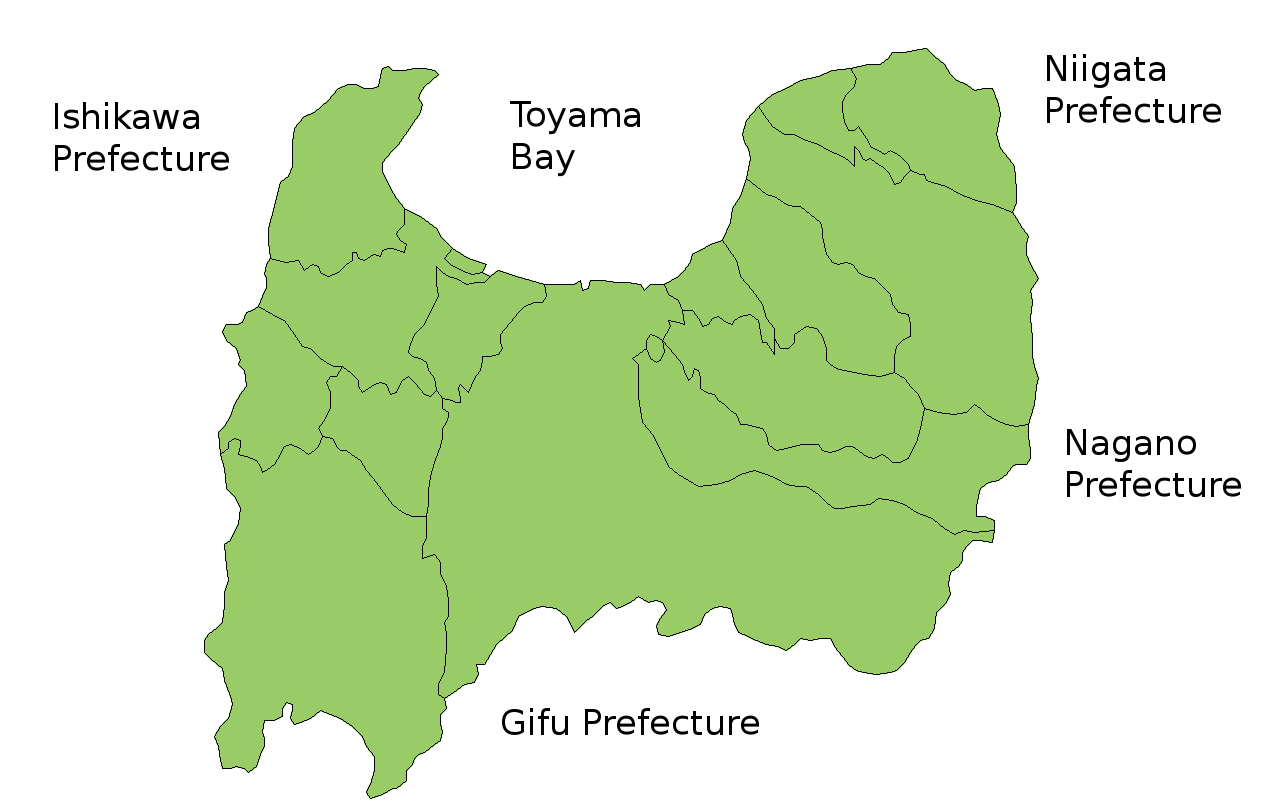
Mapa prefektury Tojama

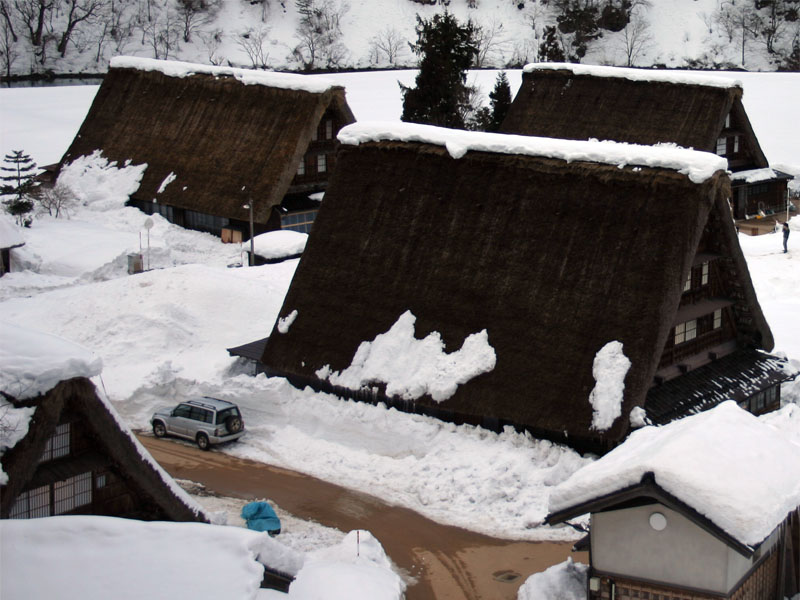
Pohled na vesnici Gokajama

Prefektura Tojama (japonsky: 富山県, Tojama-ken) je jednou ze 47 prefektur Japonska. Nachází se v regionu Čúbu na ostrově Honšú. Hlavním městem je Tojama.
Prefektura má rozlohu 4 247,55 km² a k 1. lednu 2008 měla 1 104 938 obyvatel.
Tojama je nejprůmyslovější prefektura na pobřeží Japonského moře. Její průmysl těží z místní, levnější elektřiny.

## Geografie

### Města
V prefektuře Tojama leží 10 velkých měst (市, ši):
| - Himi (氷見) - Imizu (射水) - Kurobe (黒部) - Namerikawa (滑川) - Nanto (南砺) | - Ojabe (小矢部) - Takaoka (高岡) - Tojama (富山 hlavní město) - Tonami (砺波) - Uozu (魚津) |

## Ekonomika
Součástí přehrady Kurobe, největší přehrady v Japonsku, je vodní elektrárna o výkonu 335 MW.

## Zajímavosti
V prefektuře leží vesnice Gokajama, která je společně s vesnicí Širakawa z prefektury Gifu zapsána na Seznamu světového dědictví UNESCO (viz Širakawa-gó a Gokajama) pro svou jedinečnou lidovou architekturu.
V prefektuře leží vodopád Šómjó, který je se svými 350 m nejvyšším vodopádem v Japonsku. V jeho těsném sousedství, mají stejné dopadiště vody, leží 500m sezónní vodopád Hannoki, kterým proudí voda jen v období od dubna do července.